# 北海道白老東高等学校
北海道白老東高等学校（ほっかいどうしらおいひがしこうとうがっこう、Hokkaido Shiraoi Higashi High School）は、北海道白老郡白老町にある公立（道立）の高等学校。全日制普通科。

## 沿革
第2次ベビーブーマーの高校入学に合わせ苫小牧地区での間口拡大のため新設された。
- 1987年 - 開校、第1回入学式（4クラス183名）
- 1992年 - 定員を20名削減（1学年4クラス160名）
- 2001年 - 女子弓道部全国大会初出場
- 2003年 - 定員を40名削減（1学年3クラス120名）
- 2004年 - 弓道部男子全国大会初出場、女子2回目の出場、水泳部男子リレー全国大会初出場
- 2010年 - 野球部夏期南北海道大会初出場
- 2013年 - 弓道部男子全国大会2回目の出場
- 2016年 - 定員を40名削減（1学年2クラス80名）

## クラブ活動
- 弓道部・・・2004年、13年全国大会出場（男子）2001年、04年全国大会出場（女子）
- 水泳部・・・2004年全国大会出場
- 野球部・・・2010年南北海道大会出場
- サッカー部
- テニス部
- 男子バスケットボール部
- 女子バスケットボール部
- バドミントン部
- 茶道部
- 美術部
- 吹奏楽局
- 放送局
- ボランティア局
- 新聞局

〜2018年現在ある部活動〜
⚫野球部
⚫男子バスケットボール部
⚫女子バスケットボール部
⚫バドミントン部
⚫テニス部
⚫サッカー部
⚫茶道部
⚫美術部
⚫吹奏楽部
⚫放送局